# Seznam nosilcev spominskega znaka Obranili domovino 1991
Seznam nosilcev spominskega znaka Obranili domovino 1991.

## Seznam
(datum podelitve - ime)
- 30. september 1991 - Milan Bavdek - Franc Burger - Darko Čop - Vincenc Farkaš - Marko Košir - Janez Prijatelj - Zvonko Velikonja - Primož Volčič - Darko Žagar
- 10. november 1997 - Boštjan Badalič - Zdravko Strniša - Edmond Šarani - Miloš Šonc - Zlatka Weingerl-Kresevič - Darinka Zemljič

- 22. julij 1998 - Bojan Kovič - Primož Krajšek

- 22. junij 1999 - Matjaž Brezovnak - Boris Drol - Edvard Kamnik - Vladimir Korak - Jakob Kos - Simon Kramar - Dimitrij Kremžar - Zdenko Lesjak - Jože Lešnik - Danilo Lovenjak - Alojz Lupša - Rafael Mlačnik - Stanislav Mlačnik - Pavel Mlinar - Jožef Obretan - Jožef Obretan - Drago Oderlap - Peter Ozimic - Franc Pečovnik - Rajko Piko - Branko Puc - Ivan Pudgar - Franc Raztočnik - Peter Raztočnik - Anton Skarlovnik - Miran Slekovec - Janko Smonkar - Marjan Telček - Srečko Verhnjak - Tomislav Vinšek - Milan Voglič

- 28. junij 1999 - Branko Benčević - Roman Benedik - Klemen Bertoncelj - Franci Bevc - Nenad Bizjak - Cvetko Hajdarovič - Vinko Justin - Mihael Kavaš - Albin Knaflič - Milko Koren - Nikolaj Legat - Vitko Medvešek - Samo Mohorič - Nikola Mučič - Zvonko Mulej Srečko Polanc - Bogdan Potočnik - Miran Rabnik - Branko Sinkovič - Franci Šmit - Alojz Špik - Darko Toplišek - Gorazd Varl - Robert Varl -  Jakob Janez Vidic - Bojan Zagorc - Peter Zupan

- 6. oktober 1999 - Edvin Ambrož - Albin Antlej - Neno Balaban - Iztok Bastič - Tadej Beslič - Ivan Blažič - Drago Božac - Stasil Burja - Bojan Ciglič - Branko Čačulovič - Marjan Čačulovič - Damijan Čeh - Aleš Dolšek - Igor Fabjan - Slavica Felicijan - Nada Ficko - Marjan Finkšt - Betka Gaberc - Srečko Goli - Bogdan Gomzej - Ervin Gričnik - Marija Grkinič - Alojz Groleger - Nada Janez Gusić - Marko Hlastec - Marijana Hočevar - Boštjan Janež - Sergej Jerič - Gregor Kadunc - Nikola Kalizan - Stanka Kep - Aleš Klančišar - Miroslav Knez - Franc Kodrič - Anton Kolar - Slavko Kolar - Marko Konjar - Leopold Kores - Damijan Kos - Jože Kosmač - Drago Krapež - Darko Križman - Marko Krznarić - Tatjana Kuk - Simon Las - Marko Latinović - Vojko Lavrenčič - Viktor Laznik - Boštjan Lesjak - Tatjana Lipec - Boris Lojen - Borut Lužovec - Boris Majcen - Daniel Majcen - Aleš Matović - Albin Mikulič - Tomislav Muršec - Miroslav Nareks - Ludvik Onuk - Robert Oštir - Dragutin Ožek - Tomislav Pančur - Stanislav Pavelšek - Danijel Pavlič - Jurij Pavlič - Vojko Pavlin - Jože Pilih - Matjaž Piškur - Emilijan Pižorn - Jože Polutnik - Marcel Posinek - Irma Prosen - Marijan Pust - Tomaž Radoševič - Brigita Rebić - GOrazd Rednak - Milko Rodošek - Miran Salobir - Božidar Sevšek - Branko Sivec - Pavel Skobe - Matjaž Slapnik - Renata Sorčan - Alojz Šekoranja - Breda Šket - Dušan Škorjanc - Miran Štrukelj - Vitaz Šuberger - Franc Šuštar - Mateja Tekavčič - Zdenko Terpin - Alen Tkavc - Bojan Trnovšek - Klemen Udovič - Srečko Umek - Bogdan Vidic - Simon VIdmar - France Volk - Aleš Vovk - Dario Vovk - Ivan Vučetič - Jožef Zaletelj - Frančišek Zavašnik - Zvonko Zavodnik - Marko Zidarn - Bojan Žerjal - Dušan Žerjav

- 24. oktober 2000 - Ivan Damiš - Franc Drozg - Jože Gostenčnik - Simon Gruber - Matjaž Homšak - Vinko Hrovat - Andrej Jurjevič - Vinko Kastelic - Marjan Kramberger - Ivan Lorenčič - Marjan Markič - Herman Miklavžič - Ivan Papež - Ivan Radolli - Franc Volavšek - Franc Železnik

- 10. april 2001 - Vladislav Benedičič - Danilo Bračič - Simon Bučar - Franc Češnjevar - Borut Usenik

- 24. september 2004 - [[Bojan Ambrož] - Janez Benčina - Robert Čas - Primož Grum - Stanislav Hvala - Roman Javorič - Jože Javornik - Alojzij Jereb - Peter Jenko - Boštjan Kadunc - Rafko Kokalj - Robert Kokalj - Borut Mahnič - Igor Ograjšek - Srečko Podlogar - Uroš Ponikvar - Marjan Rački - Boris Šobak - Lotos Vincenc Šparovec - Cvetko Štrukelj - Darko Vidmar